# Bothriembryon praecelcus
Bothriembryon praecelcus е вид охлюв от семейство Orthalicidae. Видът е застрашен от изчезване.

## Разпространение
Разпространен е в Австралия.